# فاني كروسبي
فانيا كروسبي (بالإنجليزية: Fanny Crosby) (و. 1820 – 1915 م) هي ملحنة، وشاعرة، ومغنية، وكاتِبة، ومدرس أمريكية، ولدت في بروستر، كانت عضوةً في الحزب الجمهوري، توفيت في بريدجبورت، كونيتيكت، عن عمر يناهز 95 عاماً.

## جوائز
حصلت على جوائز منها:
- قاعة مشاهير موسيقى الإنجيل  [لغات أخرى]‏.

## روابط خارجية
- فاني كروسبي على موقع الموسوعة البريطانية (الإنجليزية)
- فاني كروسبي على موقع ميوزك برينز (الإنجليزية)
- فاني كروسبي على موقع ديسكوغز (الإنجليزية)